# Erhard Schön
Erhard Schön (omkring 1491-1542) var en tysk træskærer og maler.
Schön blev født i Nürnberg som søn af maleren Max Schön III. Han begyndte sandsynligvis at lære sit håndværk som kunstner i sin fars værksted. Han var tydeligvis påvirket af Albrecht Dürers måde at lave trykplader på og kan have lavet et pat træsnit til Dürers værk 'Triumfbuen' (1515) og 'Theuerdank' (1517). Især Schöns måde at forme og placere figurer er tydeligvis efter Dürers forbillede. Efter Dürers død lavede Schön også et træsnit af kunstneren.
Denne slags træsnitportrætter var kun et af de genrer, som Schön arbejdede med. Han lavede tryk af forskellige slags til det folkelige marked og etablerede sig som en populært og efterspurgt kunstner. Omkring 1200 illustrationer til 116 bøger oveni 200 separate træsnit tilskrives Schön. Hans første kendte værk er en række træsnit til en bog fra 1513. Indtil 1524 illustrerede han hovedsageligt religiøse bøger. Sammen med Hans Springinklee leverede han illustrationer af temmelig høj kvalitet til den populære bønnebog Hortulus Animae i 1515. Formen for en stor rosenkrans fra omkring samme tid er blevet beskrevet som hans fineste religiøse arbejde. Fra 1520'erne lavede han adskillige polemiske værker, hvor han kritiserede katolicismen til fordel for Lutheranismen. Fra midten af 1520'erne og begyndelsen af 1530'erne udviser disse satiriske værker en indflydelse fra Barthel Beham, Sebald Beham og Georg Pencz . På dette tidspunkt udvidede han også sit repertoire fra religiøse til sekulære emner, stadig med en satirisk tone. Fra 1530'erne skiftede han til klassiske temaer som Paris-dommen og Laokoon. I 1538 offentliggjorde Christoph Zell fra Nürnberg en afhandling om proportioner i arkitektur. 